# Tōbetsu
Tōbetsu (当別町?) è una cittadina giapponese della prefettura di Hokkaidō.